# Ashes Tour 1961
Die Ashes Tour 1961 war die Tour der australischen Cricket-Nationalmannschaft, die die 42. Austragung der Ashes beinhaltete, und wurde zwischen dem 8. Juni und 22. August 1961 ausgetragen. Die internationale Cricket-Tour war Teil der internationalen Cricket-Saison 1961 und umfasste fünf Test-Matches. Australien gewann die Serie 2–1.

## Vorgeschichte
Für beide Mannschaften war es die erste Tour der Saison.
Das letzte Aufeinandertreffen der beiden Mannschaften bei einer Tour fand in der Saison 1958/59 in Australien statt.

## Stadien
Die folgenden Stadien wurden für die Tour als Austragungsort vorgesehen.
| Stadion                     | Stadt      | Kapazität | Spiele  |
| --------------------------- | ---------- | --------- | ------- |
| Edgbaston Cricket Ground    | Birmingham | 24.803    | 1. Test |
| Headingley Stadium          | Leeds      | 17.000    | 3. Test |
| The Oval                    | London     | 23.500    | 5. Test |
| Lord’s Cricket Ground       | London     | 30.000    | 2. Test |
| Old Trafford Cricket Ground | Manchester | 19.000    | 4. Test |

## Kaderlisten
Die Mannschaften benannten die folgenden Kader.
| Test | Test |
| England | Australien |
| --- | --- |
| - Colin Cowdrey (K) - Peter May (VK) - David Allen - Ken Barrington - Brian Close - Ted Dexter - Jack Flavell - Ray Illingworth - Les Jackson - Tony Lock - John Murray (wk) - Geoff Pullar - Raman Subba Row - Mike Smith - Brian Statham - Fred Trueman | - Richie Benaud (K) - Neil Harvey (VK) - Brian Booth - Peter Burge - Alan Davidson - Ron Gaunt - Wally Grout (wk) - Bill Lawry - Ken Mackay - Colin McDonald - Graham McKenzie - Frank Misson - Norm O’Neill - Bob Simpson |

## Tests

### Erster Test in Birmingham
| 8. – 13. Juni Scorecard | Birmingham | England 195 (84.3) & 401-4 (154) | – | Australien 516-9d (152.5) |
|                         |            | Remis                            |   |                           |

England gewann den Münzwurf und entschied sich als Schlagmannschaft zu beginnen.

### Zweiter Test in London
| 22. – 26. Juni Scorecard | London (Lord’s) | England 206 (78.3) & 202 (97)    | – | Australien 340 (139.3) & 71-5 (20.5) |
|                          |                 | Australien gewinnt mit 5 Wickets |   |                                      |

England gewann den Münzwurf und entschied sich als Schlagmannschaft zu beginnen.

### Dritter Test in Leeds
| 6. – 8. Juli Scorecard | Leeds | Australien 237 (110) & 120 (52.5) | – | England 299 (149) & 62-2 (23) |
|                        |       | England gewinnt mit 8 Wickets     |   |                               |

Australien gewann den Münzwurf und entschied sich als Schlagmannschaft zu beginnen.

### Vierter Test in Manchester
| 27. Juli – 1. August Scorecard | Manchester | Australien 190 (63.4) & 432 (171.4) | – | England 367 (163.4) & 201 (71.4) |
|                                |            | Australien gewinnt mit 54 Runs      |   |                                  |

Australien gewann den Münzwurf und entschied sich als Schlagmannschaft zu beginnen.

### Fünfter Test in London
| 17. – 22. August Scorecard | London (Oval) | England 256 (118.1) & 370-8 (177) | – | Australien 494 (165.5) |
|                            |               | Remis                             |   |                        |

England gewann den Münzwurf und entschied sich als Schlagmannschaft zu beginnen.